# ChTZ S-60
史達林涅茲（Stalinez）重型拖拉機 － ChTZ S-60，是二戰中蘇軍廣泛採用的拖拉機。
蘇軍在二戰中大量用的拖拉機當中，最早生產的是由車里雅賓斯克拖拉機廠於1933年至1937年製造的S-60"Ста́линец-60 (С-60)"。該拖拉機即是獲授權生產的美國卡特彼勒60。本機雖然是為民用而設計，但實際上是二戰爆發時紅軍數量最多的拖拉機，五年間就生產出69,000台。
本機在紅軍當中擔任中、重型拖拉機的角色，負責拖曳152mm榴彈炮等火炮。

## 主要用途
- 農業
- 建築工程
- 伐木作業
- 牽引火砲

## 性能諸元
- 組員：1人
- 重量：9.5 ton
- 引擎：44 kW(60 hp)4缸汽油引擎
- 極速：7 km/h
- 最大行程：80 km